# Tolyphus dubius
Tolyphus dubius is een keversoort uit de familie glanzende bloemkevers (Phalacridae). De wetenschappelijke naam van de soort werd in 1930 gepubliceerd door Gridelli.